# Kaluli jezik
Kaluli jezik (ISO 639-3: bco), transnovogvinejski jezik skupine bosavi, kojim govori 2 500 ljudi (1994 SIL) u provinciji Southern Highlands u Papui Novoj Gvineji.
Ima četiri dijalekta: ologo, kaluli, walulu, kugenesi. Neki pripadnici plemena Kaluli govore i tok pisin [tpi].

## Vanjske poveznice
- Ethnologue (14th)
- Ethnologue (15th)